# کاهش (معماری)
تقلیل ایده شکل دهنده‌ای است که در آن یک شکل در ابعاد کوچکتر در ساختمان تکرار می‌شود. این مینیاتورسازی می‌تواند به دو صورت باشدجزء به کلو بزرگ به کوچک در نوع اول، کل یا بخش بزرگی از کل در ابعاد تقلیل یافته و به عنوان یک بخش بکار رفته است.

## ویژگی‌ها
معمولاً در این مورد قطعه کوچک شده در کل قرار می‌گیرد. متناوباً یک واحد بزرگ با تقلیلی از آن، برای شکل بخشیدن به ساختمان یا بخشی ازآن ترکیب می‌شود. واحد تقلیل یافته ممکن است تکرار شود یا بازهم تقلیل یابد. در این نوع قطعه کاهش یافته معمولاً نزدیک به واحد اصلی قرار می‌گیرد تا آنکه در داخل آن باشد. در مورد نوع جزء به کل، تقلیل می‌تواند شامل تغییر وضعیت مثبت به منفی باشد؛ مثلاً در یک قالب، شکل می‌تواند توده یا جامد بوده و در قالبی دیگر، فضا یا جای خالی. تنها ویژگی تقلیل جزء به کل این است که ناظر بتواند با دیدن جزء کل را درک نماید. با وجود این ظرفیت در این نوع تقلیل، برای القاء به ناظر، عینیت بر ذهنیت فایق می‌آید، بنابراین با نظر کردن از درون یک اتاق، حیاط، یا بال ساختمان می‌توان ترکیب کلی آن را استنباط نمود.
انتقال ذهنی اطلاعات بین پلان و مقطع نیز می‌تواند وجود داشته باشد، در این مورد کل پلان یا مقطع می‌تواند به شکل تقلیل یافته در جای دیگر تکرار شود؛ مثلاً مقطع یک فضا یا اتاق می‌تواند شکل پلان کل ساختمان مطابقت داشته باشد.
ازسوی دیگر در تقلیل بزرگ به کوچک، درک یک بخش تنها می‌تواند از یک بخش اطلاع دهد نه از کل ساختمان، بنابراین نوع صرفاً عینی باقی می‌ماند. در خیلی موارد تقلیل‌های بزرگ به کوچک در ساختمان با بخش‌های اصلی و جزئی مطابقت دارند، بطوری‌که جنبه‌های کم‌اهمیت به صورت قطعات کوچک شده نشان داده می‌شوند. مثال‌های متداول از این تقلیل‌ها در ساختمان‌هایی است که فضای سرویس دهنده، بخش‌های کوچکی هستند.